# Marie Antoinette de Mecklenburg
Ducesa Marie Antoinette de Mecklenburg-Schwerin (Marie Antoinette Margarethe Mathilde; 28 mai 1884 – 26 octombrie 1944) a fost a doua fiică a  Ducelui Paul Frederic de Mecklenburg și a soției lui, Prințesa Marie de Windisch-Graetz.

## Biografie
Ea a fost candidata Kaiserului german Wilhelm al II-lea pentru a fi mireasă regelui Alfonso al XIII-lea al Spaniei. Totuși acesta s-a căsătorit cu verișoara Kaiserului, Prințesa Victoria Eugenie, nepoata reginei Victoria.